# 20360 Holsapple
20360 Holsapple è un asteroide della fascia principale. Scoperto nel 1998, presenta un'orbita caratterizzata da un semiasse maggiore pari a 2,2890349 UA e da un'eccentricità di 0,0632306, inclinata di 9,62027° rispetto all'eclittica.